# آگوستین کوداسی (سزار)
آگوستین کوداسی (سزار) (به اسپانیایی: Codazzi) یک منطقهٔ مسکونی در کلمبیا است که در شهرستان سزار واقع شده‌است.

## خصوصیات
آگوستین کوداسی ۱٬۷۳۹ کیلومترمربع مساحت و ۶۵٬۸۴۴ نفر جمعیت دارد و ۱۳۱ متر بالاتر از سطح دریا واقع شده‌است.